# Nkange
Nkange é uma vila localizada no Distrito Central em Botswana. Possuía, em 2011, uma população estimada de 3 550 habitantes.